# Sten Hedman (1897–1982)
Sten Erik Hedman, född 28 maj 1897 i Halmstad, död 24 maj 1982 i Gustav Vasa församling, Stockholm, var en svensk tidningsman.

## Biografi
Sten Hedman var son till mekaniker Pontus Hedman och Amalia, född Johansson. Efter studentexamen studerade Hedman ett år i Tyskland, innan han 1919 blev medarbetare vid Dagens Nyheter. Han blev ansvarig utgivare där 1947, och var tidningens chefredaktör 1960-1962. Han ligger begravd på Veinge kyrkogård.